# Município Bibala
Município Bibala är en kommun i Angola.   Den ligger i provinsen Namibe, i den västra delen av landet, 700 km söder om huvudstaden Luanda.
I omgivningarna runt Município Bibala växer huvudsakligen savannskog. Runt Município Bibala är det mycket glesbefolkat, med 2 invånare per kvadratkilometer.